# Жандосовський сільський округ
Жандо́совський сільський округ (каз. Жандосов ауылдық округі, рос. Жандосовский сельский округ) — адміністративна одиниця у складі Карасайського району Алматинської області Казахстану. Адміністративний центр — село Жандосово.
Населення — 11216 осіб (2021; 8692 у 2009, 4806 у 1999, 4157 у 1989).
Станом на 1989 рік існувала Жандосовська сільська рада (села Жандосово, Кайрат, Плодоягодне).

## Склад
До складу округу входять такі населені пункти:
| Населений пункт | Населення, осіб (1989) | Населення, осіб (1999) | Населення, осіб (2009) | Населення, осіб (2021) |
| --------------- | ---------------------- | ---------------------- | ---------------------- | ---------------------- |
| Жандосово, село | 2514                   | 3173                   | 5425                   | 6701                   |
| Кайрат, село    | 251                    | 87                     | 178                    | 359                    |
| Шалкар, село    | 1392                   | 1546                   | 3089                   | 4156                   |